# B-25 (autovia)
La connexió ronda del Litoral - Autopista C-32 o B-25 serà una via ràpida de connexió entre l'A-2 en el seu tram d'inici de la ronda del Litoral amb la C-32, al nus sud de la ciutat de Barcelona.
El tram connectarà entre si, i de forma més fluida, dues importants artèries de trànsit rodat provinents de direccions perpendiculars, alleujant part del trànsit que no es dirigeixi al centre de la ciutat i beneficiant el trànsit de pas i cap a la perifèria de l’àrea metropolitana.
Aquesta autovia serà una alternativa a la carretera C-245, actualment molt lenta i amb un trànsit majoritàriament local. En el pas sobre el riu Llobregat es preveu també la creació d’un passeig i un carril bici per donar continuïtat a la trama urbana entre Cornellà de Llobregat i Sant Boi de Llobregat.

## Història
La carretera C-245 ja comptava, des de finals de l’any 1958, amb un projecte de variant d’un quilòmetre per facilitar la connexió entre  Cornellà de Llobregat i Sant Boi de Llobregat, amb la construcció d'un pont sobre el riu Llobregat.
El desdoblament de la C-245 es va realitzar 35 anys després, amb la posada en servei del segon tram de l’autopista del Garraf (actualment autopista Pau Casals), la C-32, a l’estiu de 1993. Aquesta ampliació incloïa una prolongació de la variant original com a nou enllaç de Sant Boi de Llobregat nord.
Les obres de remodelació d’aquest nus van començar l’any 2009, però les successives modificacions i aturades han estat objecte de crítiques reiterades per part dels mitjans de comunicació i de diversos representants polítics. La denominació B-25 no va aparèixer fins a l'actualització de 2021.
Tindrà 2,26 quilòmetres de llargada.